# Nikolai Matiujin
Nikolai Matiujin (Rusia, 13 de diciembre de 1968) es un atleta ruso, especializado en la prueba de 50 km marcha, en la que llegó a ser subcampeón mundial en 1999.

## Carrera deportiva
En el Mundial de Sevilla 1999 ganó la medalla de plata en los 50 kilómetros marcha, con un tiempo de 3:48:18 segundos, llegando a la meta tras el italiano Ivano Brugnetti y por delante del estadounidense Curt Clausen.